# Carola Kretschmer
Carola Kretschmer (* 10. August 1948 in Fulda als Thomas Kretschmer; † 21. März 2023) war eine deutsche Gitarristin. Sie erlangte vor allem durch ihre langjährige Zusammenarbeit mit Udo Lindenberg Bekanntheit.

## Leben
Kretschmer spielte unter dem damaligen Vornamen 1972 Gitarre auf der LP Daumen im Wind von Udo Lindenberg, im gleichen Jahr kurzzeitig in der Band Frumpy. Nachdem Frumpy sich aufgelöst hatte, trat Kretschmer die Nachfolge des Gitarristen Karl Allaut im Panikorchester von Lindenberg an, zunächst bis 1980. In den 1980er-Jahren begleitete Kretschmer auf mehreren Tourneen Stefan Waggershausen und spielte in den 1990er-Jahren Gitarre in der Münchener Band Central Park.
Ab 2003 arbeitete Carola Kretschmer wieder verstärkt mit Udo Lindenberg zusammen und begleitete ihn unter anderem auf der Tournee „Stark wie Zwei“ im Jahre 2008.
1999 unterzog sich Kretschmer geschlechtsangleichenden Maßnahmen und hieß seitdem Carola Kretschmer.
Sie starb am 21. März 2023 im Alter von 74 Jahren.

## Künstlerische Mitarbeit
- 1972 Kravetz, Jean-Jacques Kravetz (wurde wiederveröffentlicht als 8 Days in April - The Hamburg Scene)
- 1972 Daumen im Wind, Udo Lindenberg
- 1973 Alles klar auf der Andrea Doria, Udo Lindenberg & Das Panikorchester
- 1974 Ball Pompös, Udo Lindenberg & Das Panikorchester
- 1975 Hyperthalamus, Dennis
- 1977 No Panic, Udo Lindenberg & Das Panikorchester
- 1977 Als die Autos rückwärts fuhren ... (Hörspiel von Henning Venske)[4]
- 1977 Panische Nächte, Udo Lindenberg & Das Panikorchester
- 1977 Von Toten Tigern und Nassen Katzen, Ulla Meinecke
- 1978 Dröhnland Symphonie, Udo Lindenberg & Das Panikorchester
- 1978 Lindenbergs Rock Revue, Udo Lindenberg & Das Panikorchester
- 2004 Brandnew Oldies Volume 1, Carsten Bohn’s Bandstand
- 2005 Brandnew Oldies Vol. 2, Carsten Bohn’s Bandstand
- 2006 Klassik für E-Gitarren, Quartetto, mit Paul Vincent
- 2007 Brandnew Oldies Live in Hamburg 2004 (DVD + CD), Carsten Bohn’s Bandstand
- 2008 Stark wie Zwei, Udo Lindenberg
- 2009 Brandnew Oldies Vol. 3, Carsten Bohn’s Bandstand